# وولف 1061c
Wolf 1061c هو كوكب خارج المجموعة الشمسية يدور حول نجم قزم أحمر يدعى Wolf 1061 في كوكبة الحواء، ويبعد حوالي 13.8 سنة ضوئية من الأرض. وهو الكوكب الثاني في الترتيب حول نجمها في النظام الكوكبي الثلاثي، والدور المداري لها هو 17.9 يوما. ويصنف باعتباره كوكب أرض هائلة خارج المجموعة الشمسية وتبلغ كتلته حوالي 4.3 مرات من الأرض.

## ميزة
ويعتقد أن Wolf 1061c كوكب صخري كتلته حوالي 4.3 مرات من الأرض. ولديه دور مداري 17.9 يوما، والجاذبية المقدرة هي 1.6 أضعاف على الأرض.
من الناحية الفلكية، فإن الكوكب قريب نسبيا من الأرض، حيث يبعد فقط 13.8 سنة ضوئية. وهذا يجعله أقرب كوكب معروف يحتمل أن يكون صالح للسكن إلى الأرض .
تم الإعلان عن اكتشافه في 17 كانون الأول عام 2015، بعد دراسة التي استخدمت 10 أعوام من الأرشيف الطيفي للنجم باستخدام مقياس الطيف هاربس بواسطة تيلسكوب ESO 3.6 m في المرصد الأوروبي الجنوبي في لاسيلا في تشيلي.

## إمكانية السكن
حسب موقع الكوكب يرجح أن جانباً واحداً يواجه بشكل دائم النجم وعلى الجانب الآخر يكون بعيداً بشكل دائم ولذا فهذا السيناريو يمكن أن يؤدي إلى اختلافات كبيرة في درجات الحرارة على الكوكب ومن المحتمل أن يكون الخط الفاصل الذي يفصل بين الجانب المضيء والجانب المظلم صالحا للسكن، حيث أن درجة الحرارة يمكن أن تكون مناسبة لوجود الماء السائل. بالإضافة إلى ذلك، يمكن أن يكون الجزء الأكبر من هذا الكوكب صالحا للسكن إذا كان لدى الغلاف الجوي طبقة سميكة بما يكفي لتسهيل نقل الحرارة بعيدا عن الجانب المواجه للنجم .